# Goericus

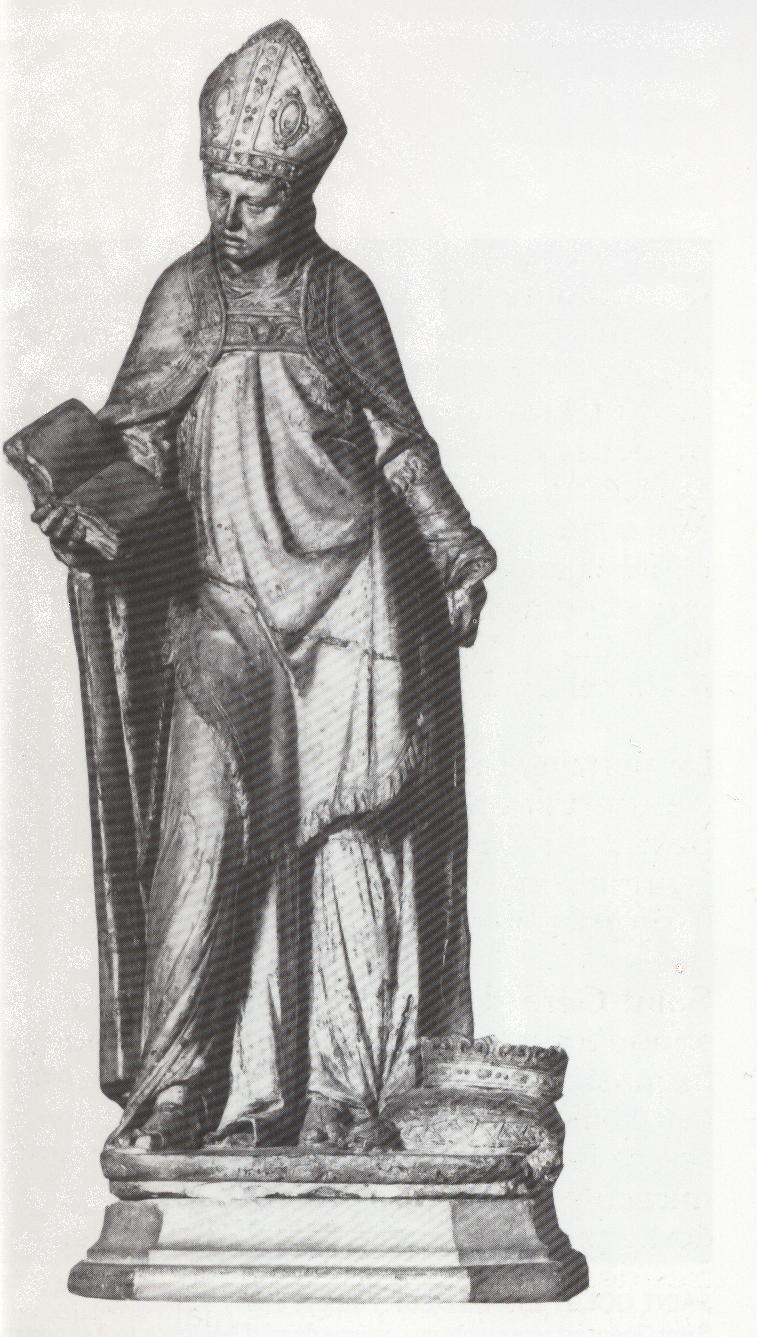
Statue von Bischof Goericus in der Basilika Saint-Maurice von Épinal

Goericus (auch Abbo I.) (* zwischen 565 und 575; † 18. September 643) war von 625 bis 642/43 Bischof von Metz. Er wird auch als Heiliger verehrt.

## Name
Andere Namen oder Bezeichnungen in Quellen oder Literatur sind Abbo von Metz, Abbo Sanctus, Abbo Goerig oder Abbo Goericus.

## Leben
Er entstammte dem Geschlecht Ansbertina aus Albi. Er war möglicherweise zunächst Soldat. Er war verheiratet und hatte Kinder. Später war er am Hof des Frankenkönigs Chlothar II. Dort gehörte er einem religiös bestimmten Freundeskreis an, aus dem mehrere Bischöfe hervorgingen.
Seine Hinwendung zum Priesteramt erzählt seine Legende. Durch eine Blindheit musste er den Dienst am Hof aufgeben. Zusammen mit seinen Töchtern machte er eine Pilgerreise nach Metz. Beim Besuch der Kirche St. Stephan bekam er durch ein Wunder sein Augenlicht wieder.
Vor 629 erhielt er die Priesterweihe und wurde 629 Bischof von Metz. Im Jahr 636 fand er unter der Bezeichnung Abbo Erwähnung im Testament Dagoberts I. Er sorgte 641 für die Überführung der Überreste seines Vorgängers Arnulf von Metz in die Apostelkirche in Metz. Bei dieser soll es zu verschiedenen Wundern gekommen sein. Er gründete die Abtei in Épinal. Seine Tochter Precia wurde dort erste Äbtissin.
Goericus stand in einem Briefwechsel mit Desiderius von Cahors.
Er wurde in der Abtei St. Symphorian in Metz bestattet. Später wurde er als Heiliger verehrt. In Metz wurde im 10. Jahrhundert eine Kirche zu seinen Ehren erbeut. Er gilt als Schutzpatron von Épinal. Er war Namensgeber für den Ort Gripport (Goerici Portus).  Auch für Girmont (Goërici Mont) war der Bischof Namenspate. Seine Gebeine wurden 980 nach Épinal überführt. Sein Gedenktag ist der 19. September.